# Albert E. Smith
 (mars 2019).
Si vous disposez d'ouvrages ou d'articles de référence ou si vous connaissez des sites web de qualité traitant du thème abordé ici, merci de compléter l'article en donnant les références utiles à sa vérifiabilité et en les liant à la section « Notes et références ».
Pour les articles homonymes, voir Albert Smith et Smith.
Albert E. Smith (né le 4 juin 1875 à Faversham (Angleterre), et mort le 1er août 1958 à Hollywood) est un réalisateur, acteur, scénariste et producteur américain d'origine britannique.

## Biographie
La famille d'Albert E. Smith émigre aux États-Unis alors qu'il a trois ans. Il exerce un moment le métier d'illusionniste. Pionnier du cinéma, il est cofondateur avec James Stuart Blackton de la Vitagraph Company of America. Son frère David Smith est aussi un réalisateur de l'ère du cinéma muet.
Il achète la résidence d'appartements Château Marmont à Los Angeles en 1931, la transformant en hôtel. Il est marié en 3e noces à l'actrice Jean Paige, de 1920 à sa mort.

## Filmographie partielle

### Comme réalisateur
- 1898 : The Humpty Dumpty Circus (co-réalisé avec James Stuart Blackton)
- 1900 : Searching Ruins on Broadway, Galveston, for Dead Bodies
- 1900 : The Clown and the Alchemist (co-réalisé avec James Stuart Blackton)
- 1900 : Hooligan assists the Magician (co-réalisé avec James Stuart Blackton)
- 1901 : Hooligan at the Seashore (co-réalisé avec James Stuart Blackton)
- 1901 : Hooligan Takes His Annual Bath (co-réalisé avec James Stuart Blackton)
- 1901 : Hooligan Visits Central Park (co-réalisé avec James Stuart Blackton)
- 1901 : Hooligan and the Summer Girls (co-réalisé avec James Stuart Blackton)
- 1901 : Jeffries Throwing the Medicine Ball

### Comme scénariste
- 1920 : The Silent Avenger de William Duncan

### Comme producteur
- 1917 : The Bottom of the Well de John S. Robertson
- 1918 : Over the Top de Wilfrid North
- 1920 : Zigoto garçon de théâtre de Larry Semon et Norman Taurog
- 1920 : The Suitor de Larry Semon et Norman Taurog
- 1920 : The Garter Girl d'Edward H. Griffith
- 1921 : Black Beauty (Beauté noire), de David Smith
- 1921 : The Blizzard de Jess Robbins
- 1921 : The Tourist de Jess Robbins
- 1922 : The Sawmill de Larry Semon
- 1922 : The Show de Larry Semon et Norman Taurog
- 1922 : Angel of Crooked Street de David Smith
- 1922 : The Prodigal Judge d'Edward José
- 1924 : Échéance tragique (Betweed Friends) de James Stuart Blackton